# Annuitätenmethode
Die Annuitätenmethode ist im Rahmen der Investitionstheorie ein Verfahren der klassischen, dynamischen Investitionsrechnung. Der Kapitalwert einer Investition wird auf die Nutzungsdauer so verteilt, dass die Zahlungsfolge aus Einzahlungen und Auszahlungen in die sogenannte Annuität  umgewandelt wird. Im Gegensatz zum Kapitalwert wird also nicht der Gesamtzielwert ermittelt, sondern der Zielwert pro Periode. Der Annuitätenfaktor ist zudem der Kehrwert des Rentenbarwertfaktors.
Die Annuitätenmethode erlaubt die Beurteilung von Erweiterungs- und Ersatzinvestitionen im Sinne einer Einkommensmaximierung. Außerdem können Investitionen unterschiedlicher Anschaffungswerte und Nutzungsdauern ohne die Berücksichtigung einer Differenzinvestition direkt miteinander verglichen werden.

## Vorgehen
Die Annuität a ist das Produkt aus Kapitalwert {\displaystyle C_{0}} und Annuitätenfaktor {\displaystyle ANF_{n,i}}:
{\displaystyle a=C_{0}\cdot ANF_{n,i}}.
Der Annuitätenfaktor (auch Kapitalwiedergewinnungsfaktor) ist dabei der Kehrwert des Rentenbarwertfaktors (i: Zinssatz (z. B. 4,5 % = 0,045); n: Nutzungsdauer, q=1+i: Zinsfaktor):
{\displaystyle ANF_{n,i}={\frac {(1+i)^{n}\cdot i}{(1+i)^{n}-1}}={\frac {q^{n}\cdot (q-1)}{q^{n}-1}}}
Die Einheit der Annuität ist Geldeinheiten (in der für C verwendeten Währung) pro Periode.
Bei Verwendung der Annuitätenmethode ist eine Investition  positiv zu beurteilen, wenn die Annuität größer oder gleich Null ist. In diesem Fall erhält man mindestens das eingesetzte Kapital, verzinst mit dem Kalkulationszinsfuß, zurück. Wertmäßig ist es dabei äquivalent, ob man heute den Kapitalwert oder über die Nutzungsdauer verteilt die Annuität erhält.